# La vida alegre
La vida alegre es una película española, estrenada el 14 de abril de 1987.

## Argumento
Ana (Verónica Forqué) y Antonio (Antonio Resines) forman un matrimonio que comparte profesión: ambos son médicos. Él es asesor del ministro de sanidad. A ella, por su parte, le surge la oportunidad de trabajar en una clínica de enfermedades de transmisión sexual, en la que llegará a conocer todo un submundo de personajes estrafalarios y marginales.

## Reparto
| Actor                | Personaje     |
| -------------------- | ------------- |
| Verónica Forqué      | Ana Chamorro  |
| Antonio Resines      | Antonio       |
| Ana Obregón          | Carolina      |
| Guillermo Montesinos | Manolo        |
| Massiel              | Rosi          |
| Miguel Rellán        | Eduardo       |
| Itziar Álvarez       | Cata          |
| Gloria Muñoz         | Elvira        |
| Alicia Sánchez       | Marta         |
| Rafaela Aparicio     | Vecina I      |
| Chus Lampreave       | Vecina II     |
| El Gran Wyoming      | Federico      |
| Paloma Catalán       | Mari Carmen   |
| José Antonio Navarro | Javi Ruiz     |
| Javier Gurruchaga    | Ildefonso     |
| María Elena Flores   | Señora Tabaco |

## Producción
La vida alegre fue escrita por el director Fernando Colomo, que se inspiró en las experiencias de su hermana Concepción, doctora especialista en dermatología y enfermedades venéreas. La película fue producida por El Catalejo P.C. Se filmó en Madrid entre noviembre y diciembre de 1986, en localizaciones del Centro.  Javier Salmones fue el director de fotografía. La banda sonora estuvo a cargo de Suburbano. El presupuesto de la película fue de unos 95 millones de pesetas.

## Estreno
Distribuida por Iberoamericana Films Producción, la película se estrenó el 14 de abril de 1987. Llegó a los 826.788 espectadores y tuvo una recaudación de 260 millones de pesetas.

## Premios
- Premio Goya a la Mejor Actriz Principal para Verónica Forqué.